# Ferrari F2004
Chronologie des modèles (2004-2005)
Ferrari F2003-GA Ferrari F2005
La Ferrari F2004 est la monoplace de Formule 1 de la Scuderia Ferrari, engagée durant la saison 2004 et au début de la saison 2005, modifiée en Ferrari F2004M. À son volant, Michael Schumacher et Rubens Barrichello totalisent quinze victoires, douze pole positions et 262 points marqués durant la saison 2004, décrochant les titres de champion des pilotes et des constructeurs.

## Saison 2004

Le Grand Prix de Monaco est la seule course où Michael Schumacher abandonne en 2004

À l'issue d'une saison 2003 disputée qui a vu Michael Schumacher, sur la  Ferrari F2003-GA triompher de  Kimi Räikkönen (McLaren MP4-17D) et Juan Pablo Montoya (Williams FW25), la Scuderia Ferrari espère prolonger sa domination en Formule 1 en 2004.
Lors des premiers essais hivernaux, Michael Schumacher pulvérise le record du tour à Imola dès février, au volant de la F2004. À Melbourne, Kuala Lumpur et Bahreïn, Michael Schumacher signe la pole position et remporte la course quand Williams et McLaren sont même débordés par Jenson Button et sa BAR 006. Jenson Button met fin à la série de pole position de Schumacher à Saint-Marin, avant de lui céder la première place sur le podium. Schumacher remporte ensuite le Grand Prix d'Espagne, signant sa cinquième victoire consécutive en cinq courses et sa quatrième pole, tandis que Barrichello permet à Ferrari de réussir trois doublés. L'Allemand et la Scuderia semblent en mesure de réaliser le Grand Chelem.
Mais ce rêve s'effondre à Monaco où Michael Schumacher est percuté par Juan-Pablo Montoya (pourtant à un tour) dans le tunnel sous le régime de la voiture de sécurité. Roue avant gauche cassé, l'Allemand abandonne et laisse filer la victoire à Jarno Trulli sur la Renault qui remporte la première victoire de sa carrière.
Mais au Grand-Prix d'Europe, Michael Schumacher montre que ce qui s'est passé à Monaco n'est qu'un accident et le remporte. Il remporte par la suite six victoires: Canada où il déjoue les pronostics et bat son frère Ralf finalement disqualifié, États-Unis où il bat son équipier Rubens Barrichello, France où il bat Fernando Alonso grâce à une stratégie à quatre arrêts (par ailleurs, Ferrari humilie Renault puisque Rubens Barrichello double Jarno Trulli dans l'avant-dernier virage dans le dernier tour pour monter sur le podium), Grande-Bretagne où il bat Kimi Raikkonen, Allemagne devant son public et Hongrie dont il ressort avec 38 points d'avance sur Rubens Barrichello et qu'un écart de deux points en Belgique suffit à s'adjuger son septième titre mondial.
En Belgique, Kimi Raikkonen s'impose et Michael Schumacher se retrouve au septième ciel (septième titre) avec sa deuxième place. La fin de saison est en roue libre pour Michael Schumacher. Rubens Barrichello remporte les Grands-Prix d'Italie et de Chine, Michael Schumacher celui du Japon. Juan-Pablo Montoya sur Williams remporte celui du Brésil.
Avec 15 victoires sur 18 possibles, 8 doublés, la Scuderia a dominé cette saison 2004.

## Saison 2005

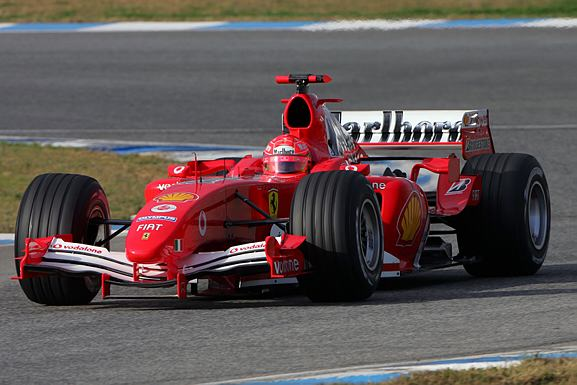
Michael Schumacher au volant de la Ferrari F2004M à Jerez.

Après une saison 2004 marquée par la domination outrancière de Ferrari, la FIA modifie considérablement les règles pour l’année suivante : un seul train de pneumatiques pour une course, un moteur pour deux Grands Prix (sous peine d’une pénalisation de dix places sur la grille de départ) et une aérodynamique remaniée pour limiter l’appui des monoplaces.
Pour débuter cette nouvelle saison, l’écurie de Maranello utilise comme en 2002 et en 2003 une version modifiée de la monoplace de l’année précédente : la Ferrari F2004M. Cette attitude conservatrice, très efficace lorsque les règlements techniques sont stables, ne va pas se révéler payante. Dès le premier Grand Prix de la saison, en Australie, et malgré la deuxième place de Rubens Barrichello, l'équipe comprend que l’entrée en lice de la Ferrari F2005, prévue pour le cinquième Grand Prix de la saison, en Espagne, doit être avancée pour permettre aux pilotes de la Scuderia de se battre avec les meilleurs.
La manche suivante, en Malaisie, confirme cette intuition, Michael Schumacher terminant à une lointaine septième place, quand son équipier est contraint d’abandonner. Renault, victorieuse en Australie avec Giancarlo Fisichella et à Kuala Lumpur avec Fernando Alonso devient l'écurie dominante du championnat.
Outre les progrès des autres équipes (Renault, McLaren ou Toyota), le nouveau règlement technique aérodynamique explique en partie la soudaine régression de la F2004 par rapport à 2004. De même, le collaborateur presque exclusif de l’équipe, Bridgestone, s’est beaucoup moins bien adapté au nouveau règlement pneumatique que son rival Michelin, entraînant dans sa chute celle des performances des Ferrari. Cette voiture de transition, à l’inverse de ses aînées F2001 ou F2002 encore victorieuses un an après leur apparition, marque le début d’une année décevante pour Ferrari, qui met fin à sa série de titres constructeurs et pilotes entamée respectivement en 1999 et 2000.

## Ferrari F2004M V8
Une version avec le moteur V8 de la saison suivante est testée par Marc Gené au cours de l'été 2005.

## Résultats en championnat du monde de Formule 1
| Saison | Écurie                    | Moteur               | Pneus       | Pilotes            | Courses | Courses | Courses | Courses | Courses | Courses | Courses | Courses | Courses | Courses | Courses | Courses | Courses | Courses | Courses | Courses | Courses | Courses | Courses | Points inscrits | Classement |
| Saison | Écurie                    | Moteur               | Pneus       | Pilotes            | 1       | 2       | 3       | 4       | 5       | 6       | 7       | 8       | 9       | 10      | 11      | 12      | 13      | 14      | 15      | 16      | 17      | 18      | 19      | Points inscrits | Classement |
| ------ | ------------------------- | -------------------- | ----------- | ------------------ | ------- | ------- | ------- | ------- | ------- | ------- | ------- | ------- | ------- | ------- | ------- | ------- | ------- | ------- | ------- | ------- | ------- | ------- | ------- | --------------- | ---------- |
| 2004   | Scuderia Ferrari Marlboro | Ferrari V10 Tipo 053 | Bridgestone |                    | AUS     | MAL     | BAH     | SMR     | ESP     | MON     | EUR     | CAN     | USA     | FRA     | GBR     | ALL     | HON     | BEL     | ITA     | CHI     | JAP     | BRÉ     |         | 262             | Champion   |
| 2004   | Scuderia Ferrari Marlboro | Ferrari V10 Tipo 053 | Bridgestone | Michael Schumacher | 1er     | 1er     | 1er     | 1er     | 1er     | Abd     | 1er     | 1er     | 1er     | 1er     | 1er     | 1er     | 1er     | 2e      | 2e      | 12e     | 1er     | 7e      |         | 262             | Champion   |
| 2004   | Scuderia Ferrari Marlboro | Ferrari V10 Tipo 053 | Bridgestone | Rubens Barrichello | 2e      | 4e      | 2e      | 6e      | 2e      | 3e      | 2e      | 2e      | 2e      | 3e      | 3e      | 12e     | 2e      | 3e      | 1er     | 1er     | Abd     | 3e      |         | 262             | Champion   |
| 2005   | Scuderia Ferrari Marlboro | Ferrari V10 Tipo 053 | Bridgestone |                    | AUS     | MAL     | BAH     | SMR     | ESP     | MON     | EUR     | CAN     | USA     | FRA     | GBR     | ALL     | HON     | TUR     | ITA     | BEL     | BRÉ     | JAP     | CHI     | 100*            | 3e         |
| 2005   | Scuderia Ferrari Marlboro | Ferrari V10 Tipo 053 | Bridgestone | Michael Schumacher | Abd     | 7e      |         |         |         |         |         |         |         |         |         |         |         |         |         |         |         |         |         | 100*            | 3e         |
| 2005   | Scuderia Ferrari Marlboro | Ferrari V10 Tipo 053 | Bridgestone | Rubens Barrichello | 2e      | Abd     |         |         |         |         |         |         |         |         |         |         |         |         |         |         |         |         |         | 100*            | 3e         |

Légende : ici 
- *: 90 points marqués avec la Ferrari F2005